# Valdeavellano
Valdeavellano – gmina w Hiszpanii, w prowincji Guadalajara, w Kastylii-La Mancha, o powierzchni 24,03 km². W 2011 roku gmina liczyła 95 mieszkańców.